# Gros (San Sebastian)
Gros is een district en een wijk van de Spaanse stad San Sebastian, gelegen aan de kust van de Cantabrische Zee met het strand Playa de Zurriola, tussen de rivier de Urumea aan de westkant met aan de overkant het district Centro, waar het mee verbonden wordt door de Puente de Santa Catalina, en aan de oostkant de heuvel Ulía met het district Ategorrieta-Ulia. Aan de zuidkant grenst Gros aan het district Egia.
Gros dateert uit het einde van de XIXe eeuw, als de zandbanken op de rechteroever van de Urumea worden bewerkt tot bebouwbare grond. Door de tijd heen heeft de wijk zich ontwikkeld van een voornamelijk industriële wijk tot een van de duurste wijken van de stad, die een woonfunctie en de dienstensector combineert. De commerciële activiteit is erg dynamisch en de wijk heeft zich ontwikkelt tot een uitgaansgebied. Het strand Playa de Zurriola trekt het jongste publiek van de drie stranden van de stad, waaronder talrijke surfers en ook bevindt zich het congres paleis en auditorium Kursaal zich in deze wijk.
De wijk is middels een aantal buslijnen verbonden met de rest van de stad en ook heeft het een eigen treinhalte, Station Gros, waar de voorstadtrein van San Sebastian stopt.
Aiete · Altza · Amara Berri · Antiguo · Ategorrieta-Ulia · Añorga · Centro · Egia · Gros · Ibaeta · Igeldo · Intxaurrondo · Loiola · Martutene · Miracruz-Bidebieta · Miramon-Zorroaga · Zubieta